# هنري أوتيس برات
هنري أوتيس برات (بالإنجليزية: Henry Otis Pratt)‏ هو محامي وسياسي أمريكي، ولد في 11 فبراير 1838، وتوفي في 22 مايو 1931 في سيدار رابيدز في الولايات المتحدة. حزبياً، نشط في الحزب الجمهوري. وقد انتخب عضو مجلس النواب الأمريكي.